# Дурнєва Лілія Петрівна
Лі́лія Петрі́вна Ду́рнєва (* 1980) — українська боксерка, заслужений майстер спорту України з боксу. Чемпіонка Європи з боксу, бронзова призерка Чемпіонату світу з боксу, 9-разова чемпіонка України з боксу, Кращий боксер України за 2010 рік.

## З життєпису
Народилась 1980 року в місті Харків. Спортом займається від 1992 року — метання списа. Серйозно почала займатися боксом 2005 року.
Чвертьфіналістка Чемпіонату Європи з боксу серед жінок-2006 та та 2007 років.
Срібна призерка Чемпіонату Європи з боксу серед жінок 2009 року.
Бронзова медалістка Чемпіонату Європи з боксу серед жінок-2011.
У червні 2014 стала чемпіонкою Європи з боксу в категорії до 81 кг.
2016 року після Кубка України з жіночого боксу закінчила активну спортивну кар'єру. Тренер по боксу спортивного клубу «Академія боксу» на базі харківської ДЮСШ № 3 (тренуванням почала займатися ще 2007-го). Майже 9 років працювала тренером-інструктором жіночої Національної збірної України з боксу.